# Masoala-Halle

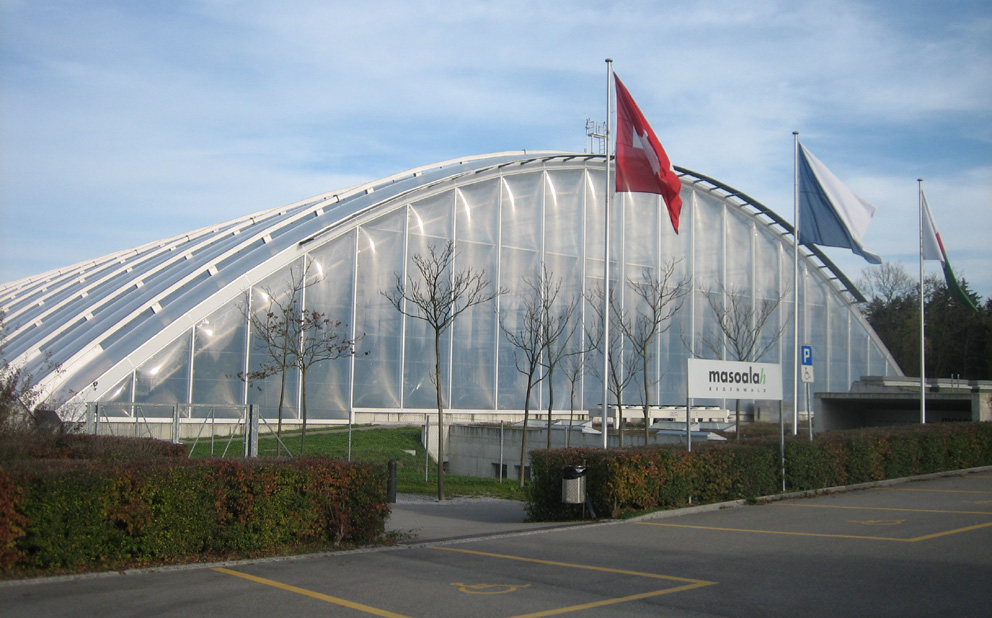
Aussenansicht

Die rund eine Hektare grosse Masoala-Halle oder Masoala kely (kely bedeutet «klein» auf Malagasy) im Zoo Zürich bildet ein Stück des madagassischen Masoala-Regenwaldes ab und beherbergt über 50 verschiedene Wirbeltierarten (300 Individuen) aus Madagaskar.
Die Ökosystem-Halle ist nach dem Kaeng-Krachan-Elefantenpark (Eröffnung: 2014; Kosten: 57 Millionen Schweizer Franken) das grösste Projekt, das der Zoo Zürich bisher verwirklicht hat, und gehört zu den Hauptattraktionen des Zoos. Die Kosten von 52 Millionen Schweizer Franken wurden zum grossen Teil durch Spenden gedeckt. Im Eröffnungsjahr 2003 stiegen die Besucherzahlen im Zoo Zürich erstmals auf über 1,5 Millionen an.

## Lage innerhalb des Zoos

Lageplan des Zoo Zürich mit der Masoala-Halle (rechts)

Die Masoala-Halle befindet sich östlich des Haupteinganges des Zoo Zürich. Sie liegt etwa auf einer Höhe von 590 m in einer Senke zwischen Zürichberg und Adlisberg. Mit dem Rest des Zoos und dem Zoolino ist die Halle durch einen Tunnel verbunden, der eine öffentliche Strasse unterquert. Die Zooverwaltung betrachtet die Anbindung durch den öffentlichen Verkehr langfristig als ungenügend. Geplant ist daher eine Gondelbahn vom Bahnhof Stettbach zur Masoala-Halle. Das Projekt ist jedoch auf Grund der Kosten und der Realisierung umstritten.

## Geschichte

### Idee und erste Ausarbeitungen
Der Zoo Zürich beschloss 1991 eine Anlage zu bauen, die auf der Welt-Zoo-Naturschutzstrategie von World Association of Zoos and Aquariums basiert und die Grundlage für eine enge Zusammenarbeit mit einem Naturschutzprojekt in der Wildnis bietet. Der Zoo Zürich setzt traditionell auf die exotische Tierwelt und 1994 wurde die Wahl von Madagaskar und Masoala getroffen. Der Zoo Zürich wurde 1992 zu einem Naturschutzzentrum transformiert. Dafür erarbeitete Walter Vetsch einen Entwicklungsplan unter dem Motto «Gleich viele Tiere, doppelte Fläche». Ein Projekt zum Lebensraum Regenwald war das zentrale Element dieses Planes und eine enge Partnerschaft mit CARE International wurde aufgebaut.
Ein Jahr später stellte der Zoo das Leitbild und den Masterplan dem Zürcher Stadtrat vor, der sich überzeugt hinter die Strategie stellte. Im Oktober 1993 wurde das Projekt am 5. Frankophonie-Gipfel durch den damaligen Bundespräsidenten Adolf Ogi dem Präsidenten Madagaskars Didier Ratsiraka präsentiert. Daraufhin hatte der Zoo die Gelegenheit, zusammen mit dem madagassischen Ministerium für Wasser und Wald eine Zusammenarbeitsvereinbarung auszuarbeiten und eine Partnerschaft aufzubauen. Der Zoo erarbeitete einen Masterplan zur Realisierung der Halle und eine Machbarkeitsstudie, welche sowohl die ökologische als auch die ökonomische Durchführbarkeit bestätigte.
Für die Realisierung des Masterplans musste der Zoo den Behörden 1994 einen Gestaltungsplan und einen Umweltverträglichkeitsbericht vorlegen. Diese dienten als Grundlage für das Subventionsgesuch und für die Volksabstimmung, bei welcher über die Übergabe des vom Stadtpräsidenten Emil Klöti 1930 für den Zoo erworbenen Reserve-Lands an den Zoo entschieden wurde. Der Zoo reichte sein Subventionsgesuch ein. Während die öffentliche Hand bereit war, die Infrastrukturkosten für die Erschliessung des Zoos zu tragen, sollten Tieranlagen wie die Halle privat über Spendengelder finanziert werden.

### Einsprüche und Rekurse
1995 entstand Opposition aus dem Architekturkollegium der Stadt Zürich gegen den Standort der Halle auf der Klösterliwiese. Nach einer Begehung durch den Gesamtstadtrat entschied dieser, dem Zoo das Gelände der Schiessanlage Fluntern für die Halle zur Verfügung zu stellen. Es folgte eine Umplanung für den neuen Standort. Daher wurden im Jahr 1996 der Gestaltungsplan, der Umweltverträglichkeitsbericht und das Subventionsgesuch überarbeitet. Im gleichen Jahr besuchten der Zürcher Gemeinderat und der Kantonsrat den Zoo und genehmigten die Gestaltungspläne. Weiter empfahlen sie dem Stimmvolk, die Subvention der Infrastruktur anzunehmen.
Die Subvention wurde 1997 vom Kantonsrat und vom Volk in Zürich genehmigt. Jedoch erhob eine Privatperson Einspruch gegen den Gestaltungsplan; er wurde 1998 vom Regierungsrat und vom Verwaltungsgericht abgewiesen. Ende 1997 zeigte sich, dass sich die vom Donator Hans Vontobel verlangte Eröffnung bis zum Jahr 2000 nicht verwirklichen liess. Er war jedoch bereit, seine Frist bis Mitte 2003 zu verlängern.
Nach über einem Jahr Bearbeitungszeit wurde der Rekurs der Privatperson vom Bundesgericht definitiv abgewiesen, womit der Gestaltungsplan rechtskräftig wurde. 1999 wurde die Baubewilligung durch die Stadt Zürich erteilt, woraufhin der Verkehrs-Club der Schweiz Einsprache erhob. Ein Jahr später zog dieser nach Zusage der Verkehrsbetriebe Zürich, die Verlängerung der Tramstrecke bis zur Halle zu prüfen, die Einsprache zurück.

### Bau und Eröffnung

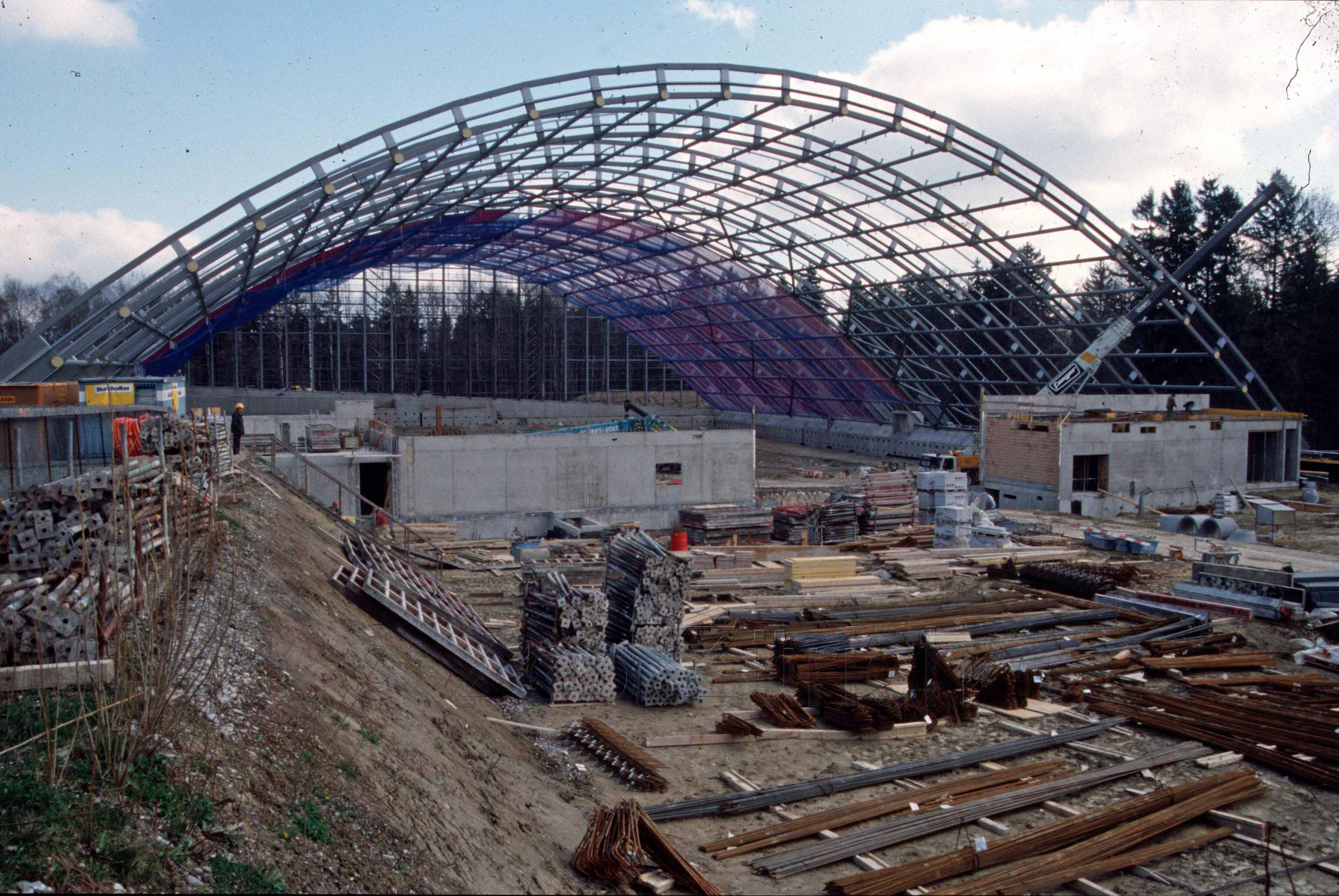
Baustelle mit heutigem Parkplatz und Gerüst der Halle

Auf dem Bauplatz gefundene Altlasten des Schiessplatzes wurden von der Stadt Zürich beseitigt. Dabei kam eine Bauschuttdeponie zum Vorschein. Die Sanierung des Geländes wurde im März 2001 abgeschlossen.
Im gleichen Monat fand der Spatenstich statt. Die Gesamt- und Bauleitung hatte Bosshard + Partner Baurealisation AG und die Architekten waren Gautschi-Storrer Architekten sowie Vogt Landschaftsarchitekten AG. Es folgten Aushub- und Baumeisterarbeiten und die erste Stahlträger wurden im Dezember 2001 gesetzt. Die Stahlkonstruktion und die Hülle wurden Mitte Juni 2002 fertiggestellt. Trotz Hindernissen wie der Beschädigung des Hallendachs durch Hagelschlag am 24. Juni konnte der Schlusstermin für den Bau eingehalten werden.
Im November 2002 wurde mit dem Setzen der ersten Pflanzen, welche schon 1998 aus den zooeigenen Pflanzschulen in Madagaskar geliefert wurden, begonnen. Im Jahr darauf wurden der Innenausbau und alle Teile des Baus fertiggestellt. Anfang Mai wurden die ersten Tiere in der Halle freigelassen. Am 29. Juni 2003 wurde die Halle durch den Bundesrat Moritz Leuenberger im Beisein einer Delegation aus Madagaskar unter der Leitung des Ministers für Umwelt, Wald und Wasser, Charles Sylvain Rabotoarison, feierlich eröffnet.
Seit der Pflanzung im Jahr 2003 sind die Bäume in der Halle gut gewachsen, sodass sich ein geschlossener Wald mit einer gut entwickelten Strauchschicht gebildet hat. Da manche Tiere die Baumkronen bevorzugen, besonders um sich am Morgen an der Sonne aufzuwärmen, beschloss der Zoo Zürich, einen Baumkronenweg zu errichten, der zum Jubiläum des zehnjährigen Bestehens der Halle vor Ostern 2013 eröffnet wurde. Ein 18 Meter und ein 10 Meter hoher Stahlturm, die wie ein Insekten-Kokon geformt sind und von Lianen und Aufsitzerpflanzen umschlungen werden, sind mit einem Weg verbunden. In der Mitte des höheren Turmes wächst ein Baum in die Höhe. Die Kosten für den Baumkronen-Weg sind mit 1.9 Millionen Schweizer Franken veranschlagt.

## Technik

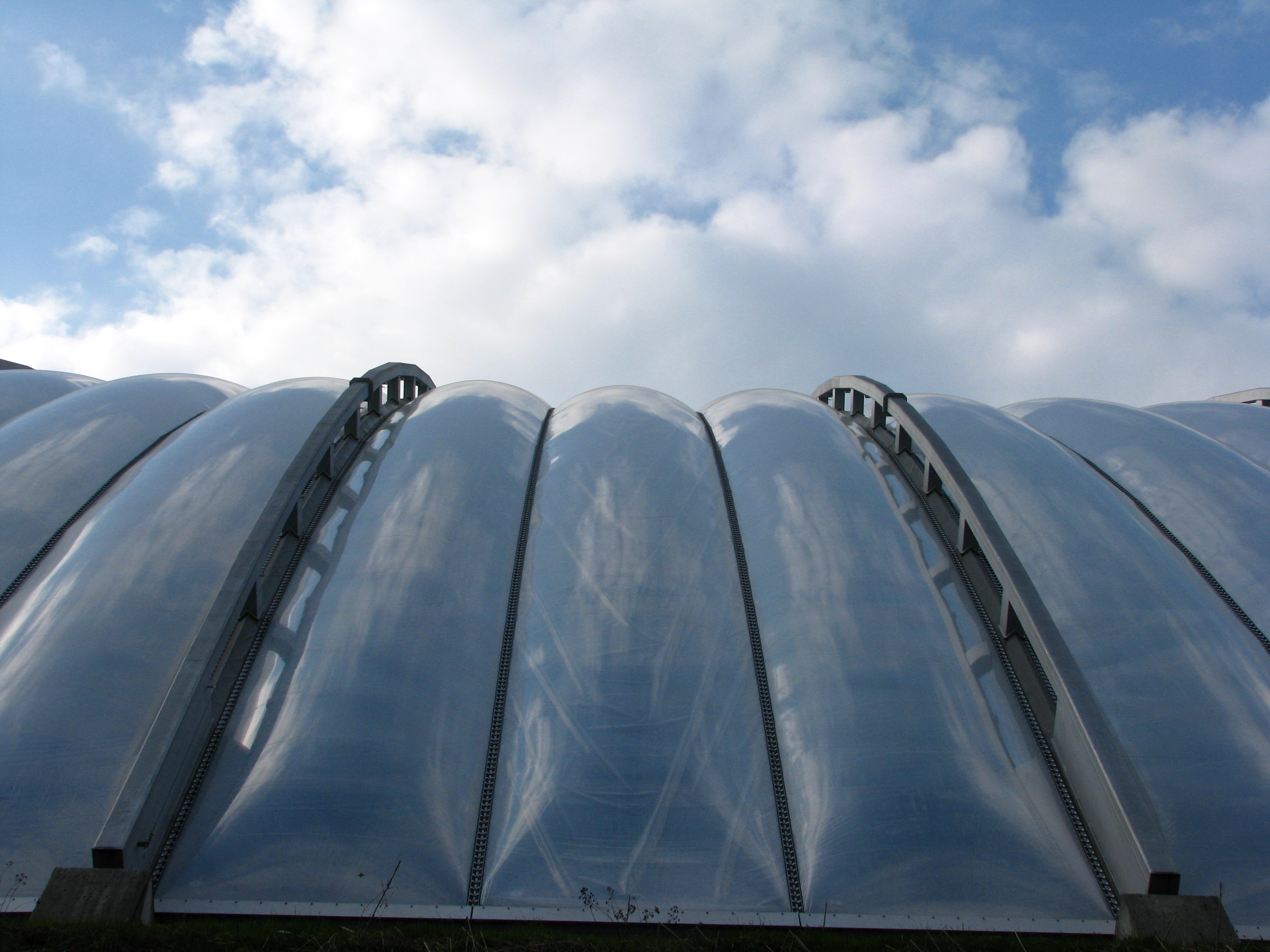
Struktur des Daches

Die Halle ist 90 Meter breit, 120 Meter lang und an der höchsten Stelle 30 Meter hoch und überdeckt eine Fläche von 11'000 m². Das Hallendach besteht aus einer Folie auf Ethylen-Tetrafluorethylen-Basis und ist 14'000 m² gross. Zehn vertikal angelegte Stahlträger, welche 12,3 Meter auseinander liegen und eine Spannweite von 91 Metern haben, halten das Foliendach. Die Auflagerkräfte der Träger werden über Pfähle in den Untergrund geleitet. Die Folie ist in Form von luftgefüllten, einen Meter dicken, 3,9 Meter breiten und 55 Meter langen Kissen dreischichtig montiert. Zwischen die ersten drei Lagen pumpt ein computergesteuerter Kompressor Luft und reguliert den Druck automatisch. Eine vierte Folie sorgt für Schutz gegen Hagel und Schnee und ist so stabil, dass Zoomitarbeiter problemlos auf ihr spazieren können. Das Flächengewicht beträgt 350 g/m² und die Transluzenz der einzelnen Folienschichten 95 Prozent. Zusammen liegt die Lichtdurchlässigkeit der vier Folienschichten bei etwa 70 Prozent und die UV-Durchlässigkeit bei rund 50 Prozent.
Die künstlich eingebrachte Erdschicht in der Halle ist etwa 50 bis 70 Zentimeter dick und liegt direkt auf dem natürlichen Boden des Zürichbergs. Die unterste Schicht ist bis zu 20 Zentimeter dick und besteht aus Lavastein. Darüber folgt eine zweite Schicht von bis zu 30 Zentimetern bestehend aus 80 Prozent Lava und 20 Prozent Zeolith. Schliesslich folgt eine weitere 30 Zentimeter dicke Schicht aus 20 Prozent Bims, 20 Prozent Zeolith, 30 Prozent Lava und 30 Prozent Blähton. Die oberste Schicht ist 5 Zentimeter dünn und besteht aus langfasrigem Torf, Blättern und Ästen. Durch diese Zusammensetzung konnten die Anforderungen wie gute Durchlüftung, Drainage und Nährstoffspeicherkapazität, aber auch Trittfestigkeit erreicht werden. Der Boden wurde auf Grund von Untersuchungen der madagassischen Erde zusammengesetzt.
Um einen niedrigen Energieverbrauch zu gewährleisten, wird die Halle mit einer Umluftanlage beheizt und gekühlt. In den Wintermonaten wird bis zu 70 Prozent der Wärme aus der zoointernen Holzschnitzelheizung bezogen. Das Holz stammt aus den forstwirtschaftlich genutzten Wäldern in und um Zürich. Um den Bedarf an Holzenergie trotzdem möglichst gering zu halten, ist ein Wärmerückgewinnungssystem eingebaut. Ein 25 Meter langer Ansaugkamin leitet Warmluft unter der Kuppel ab. In der Lüftungszentrale wird die Luft über Wasser führende Register abgekühlt und in den beiden Seitenbereichen durch je 26 Zuluftdüsen wieder in die Halle geblasen. Die so gewonnene Überschusswärme wird einem 250 m³ grossen Speicher zugeführt.
In der Nacht, wenn in der Halle Heizbedarf besteht, wird die Umluft durch die tagsüber gespeicherte Wärme aufgeheizt und das gespeicherte Wasser kühlt sich wieder ab. Im Winter kann so bis zu 30 Prozent des Wärmebedarfs gedeckt werden. Im Sommer, wenn die Temperaturen im oberen Hallenbereich über 30 °C ansteigen, wird die überschüssige Wärme mittels der geöffneten Firstklappen an die Aussenluft abgegeben. In der Übergangszeit und im Sommer, wenn die Heizung nicht mehr benötigt wird, erfolgt die Erwärmung des Warmwassers für das Restaurant, die Küche und den Rest des Anbaugebäudes ausschliesslich mit Überschusswärme aus der Halle sowie mit Abwärme der gewerblichen Kälteanlage.

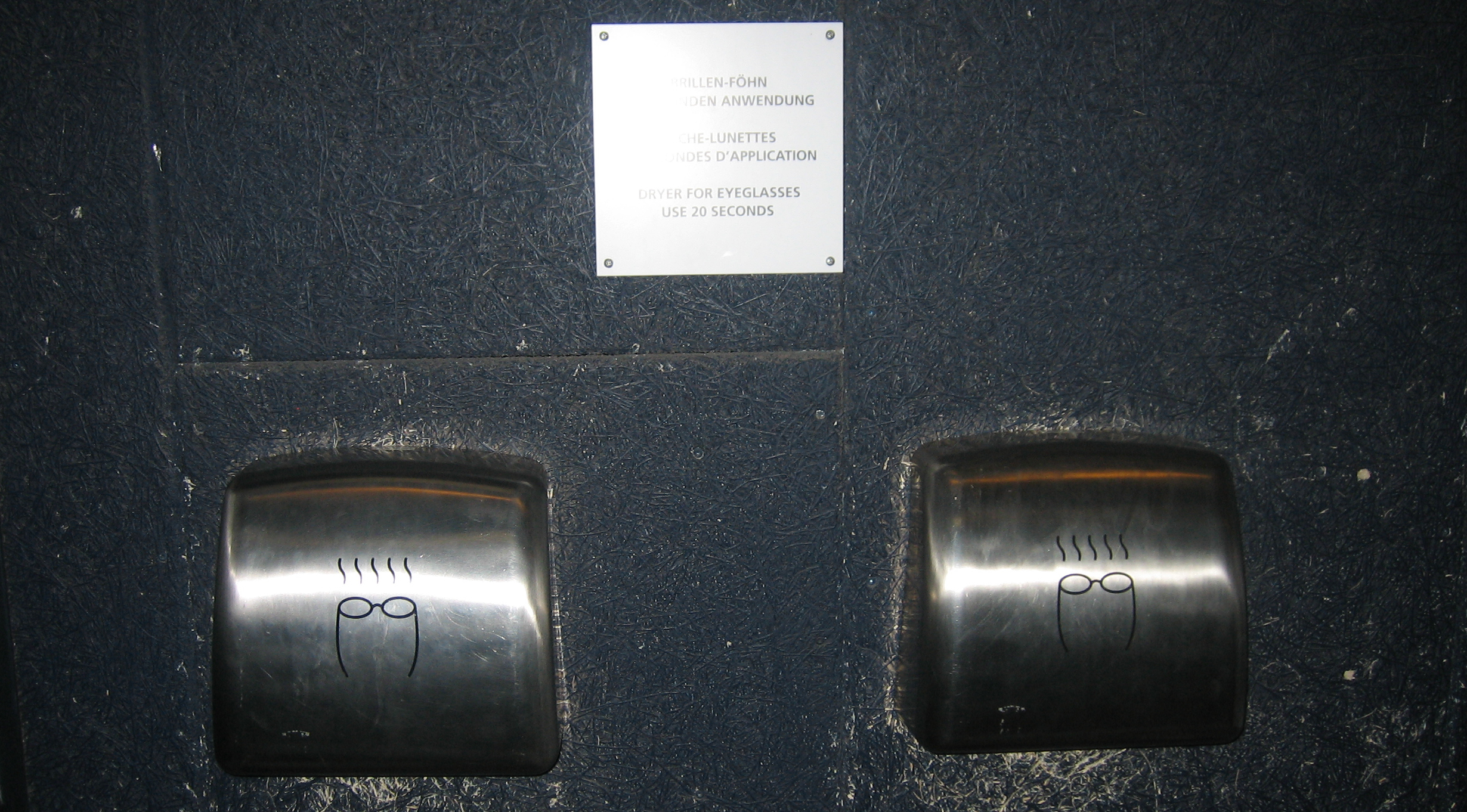
Brillenföhn beim Eingang der Halle

Die Temperaturen betragen zwischen 18 und 35 °C, und es herrscht eine Luftfeuchtigkeit von ungefähr 80 Prozent. Beim Halleneingang gibt es für Brillenträger spezielle Warmluftföhns zur Erwärmung der Brillengläser. Das Regenwasser vom Hallendach wird in zwei 500 Kubikmeter grossen Zisternen gesammelt, aufbereitet und in mehreren Tagetanks auf 17 bis 20 °C erwärmt. In den Randzeiten morgens und abends – vor und nach den öffentlichen Besuchszeiten – wird die Halle täglich mit durchschnittlich 80'000 Litern beregnet. Das ergibt eine durchschnittliche Niederschlagsmenge von 6 Millimetern pro Tag. Dies entspricht im Jahr der doppelten Niederschlagsmenge von Zürich.
In der Halle gibt es zwei unabhängige Wassersysteme mit total 500 m³ Inhalt. Es gibt drei Seen, die durch Bäche verbunden sind. Die Bäche führen 50 Liter pro Sekunde. Ein Bach ergiesst sich in einem Wasserfall, der 100 Liter pro Sekunde führt. Diese Bach-Seen-Systeme funktionieren durch Umwälzung der geforderten Wassermengen während der Besuchszeiten. Die Wassertemperatur der Seen beträgt zwischen 20 und 24 °C.

## Pflanzen und Tiere

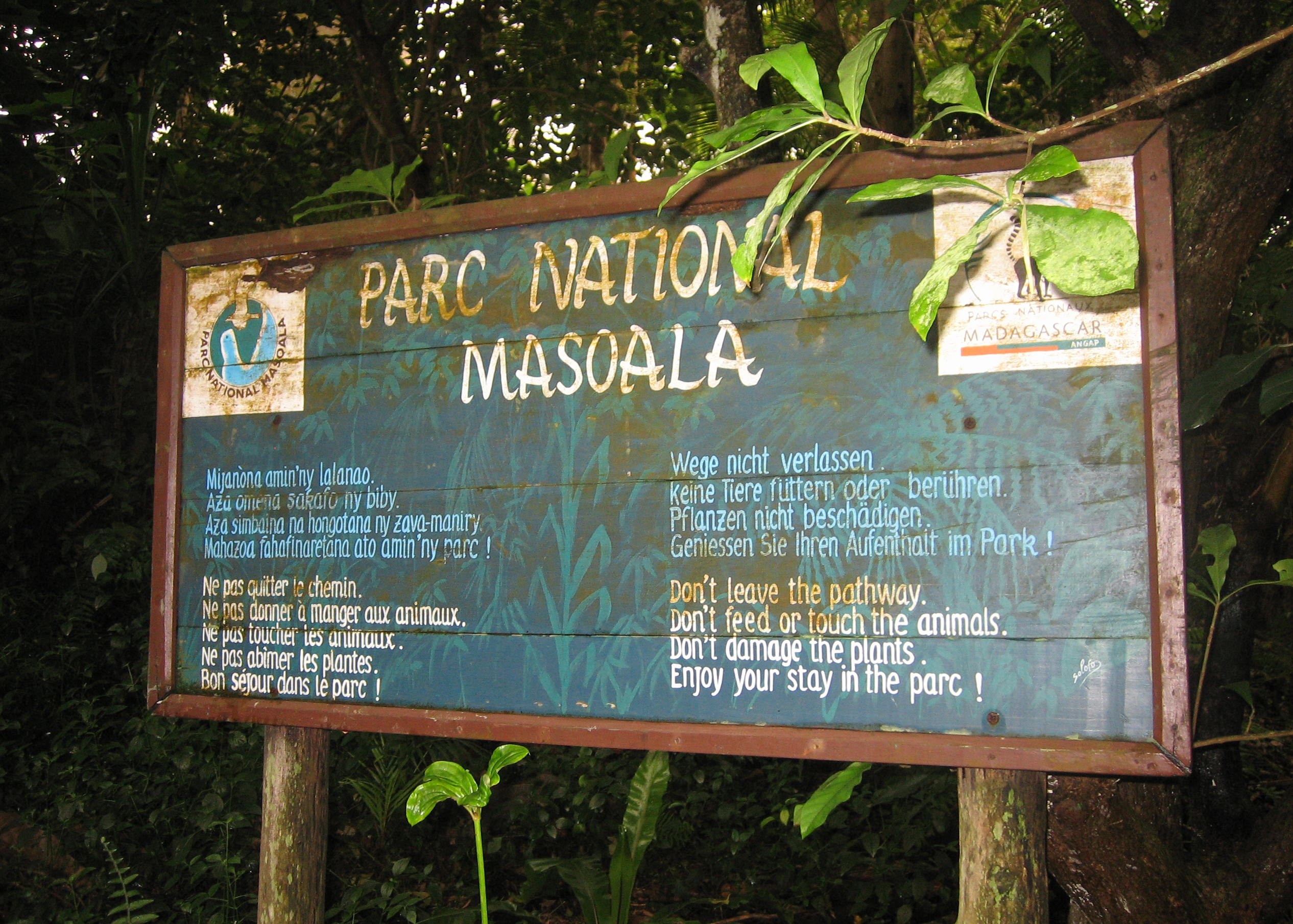
Willkommenstafel nach dem Eingang

Die Halle beherbergt mehr als 50 Wirbeltierarten (300 Individuen) sowie verschiedene Pilze wie beispielsweise die Schleierdame. Die Tiere können sich in der Halle frei bewegen. Möglichst klein werden die Eingriffe der Revierpfleger in die Pflanzenwelt gehalten. Die Tiere hingegen müssen gefüttert werden, da die Pflanzen und Insekten der Halle kein ausreichendes Nahrungsangebot darstellen.

### Pflanzen

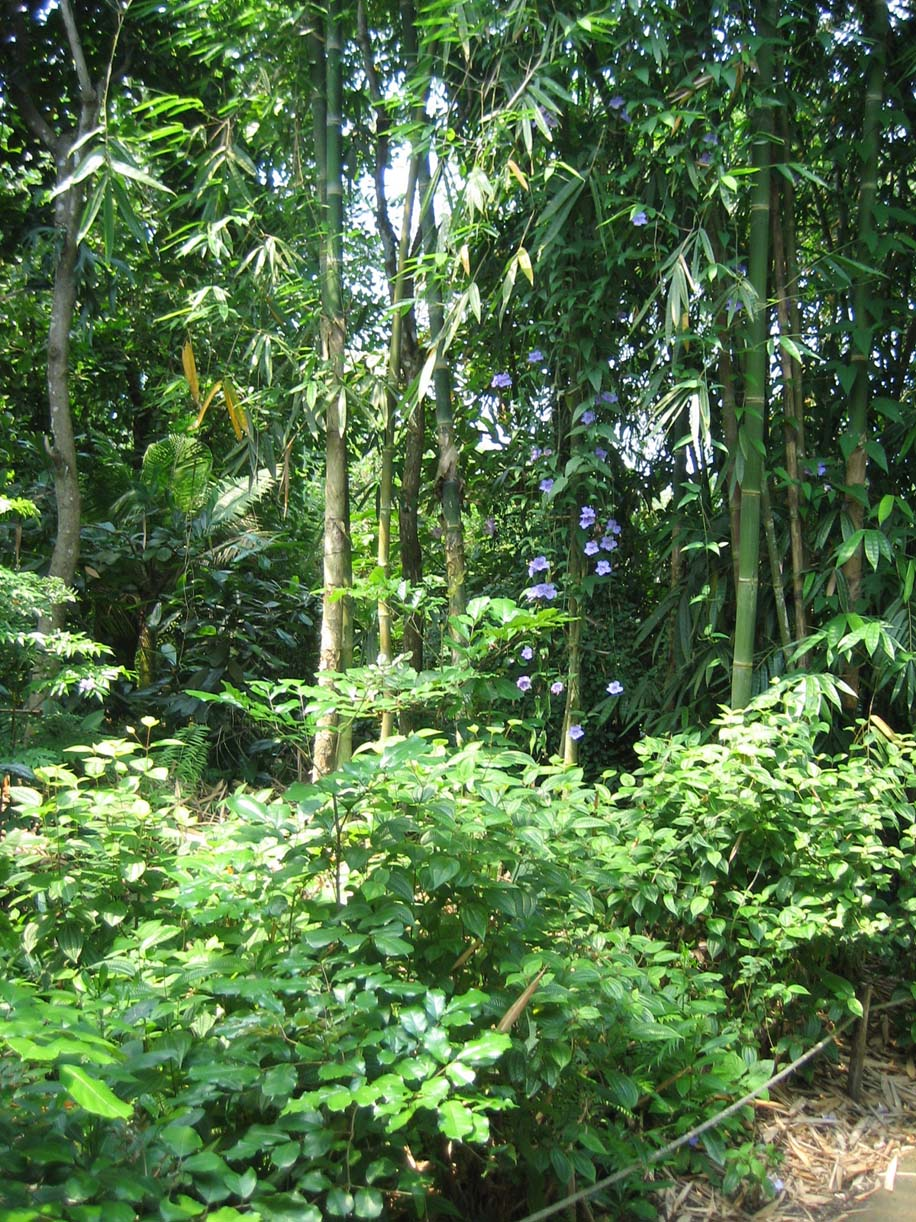
Gelber Bambus (Schizostachyum brachycladum) mit rankender Grossblütige Thunbergie (Thunbergia grandiflora)

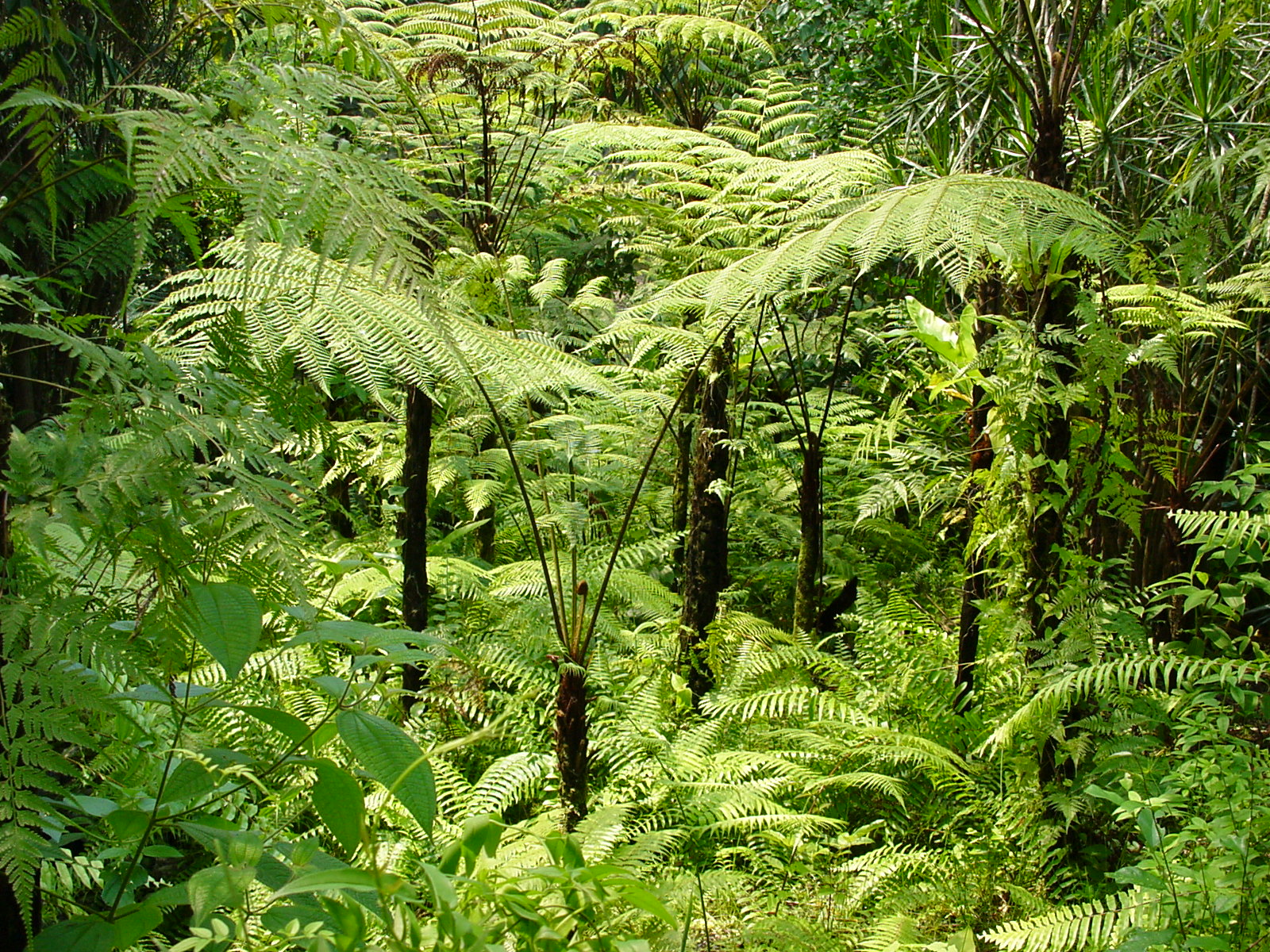
Verschiedene Farnarten

In der Halle wurden im Eröffnungsjahr 2003 rund 17'000 Individuen von über 450 verschiedenen Pflanzenarten gepflanzt. Der Anteil der im ersten Betriebsjahr abgestorbenen Pflanzen liegt bei nur 0,5 Prozent und ist damit sehr gering. Die wenigen abgestorbenen Pflanzen werden durch neue Farne, Orchideen und Wasserpflanzen ersetzt. Die Artenvielfalt wird durch importierte Pflanzensamen, die in der Halle direkt ausgesät werden, erhöht. Im ersten Jahr nach der Eröffnung sind weitere 2400 junge Bäume aus der zooeigenen Pflanzenschule in der Halle eingepflanzt worden. Ende 2004 standen somit gegen 4700 Bäume aus Madagaskar in der Halle. Insbesondere Kleinpflanzen wie Kräuter und Wasserpflanzen haben sich stark vermehrt.
Der Gesamtbestand aller Pflanzen ist nur noch zu schätzen und dürfte bei über 35'000 Individuen von 500 Arten aus 92 Familien liegen. Die Pflanzenarten entwickeln sich dank des lichtdurchlässigen Daches auch in Mitteleuropa gut. Auf einer Fläche von zehn mal zehn Metern wachsen über 100 verschiedene Pflanzenarten. In der ganzen Halle befinden sich 100 Bäume, die höher als 20 Meter sind, 1600 kleinere Bäume und Palmen, 1000 Lianen, 400 Bambuspflanzen, 3500 Pflanzen aus zooeigenen Baumschulen, die auf Madagaskar gezüchtet werden, 4000 Orchideen und weitere kleinere Pflanzen. Zudem stehen 39 Arten in der Halle, welche sich auf der Rote Liste gefährdeter Arten befinden.
Einige der in der Halle gezeigten Pflanzenarten haben ihren Ursprung nicht in Madagaskar, sondern sind tropische Kulturpflanzen, welche heutzutage auch in Madagaskar angepflanzt werden. Ausserdem stammen einige dominante Pflanzen aus dem Regenwald Süd- und Südostasiens. Dabei wurden Pflanzenarten bevorzugt, die eng mit madagassischen Arten verwandt sind. Im Laufe der Jahre sollen diese Pflanzen durch madagassische Arten ersetzt werden. Neben den Importen aus Madagaskar bezog der Zoo diverse Pflanzen aus Baumschulen in den Vereinigten Staaten – vor allem aus Florida –, Thailand und Malaysia. Diese gelangen per Container in Gärtnereien in den Niederlanden und Belgien. Nach einer Akklimatisationsphase von sechs bis zwölf Monaten und einer regelmässigen Kontrolle durch Pflanzenspezialisten auf Wachstum und Schädlinge werden die Pflanzen nach Zürich geliefert.
In der Halle wendet der Zoo keine chemischen Pflanzenschutzmittel wie Schmierseife an. Ziel ist es, ein funktionierendes Ökosystem aufzubauen, in dem der Bestand der Pflanzen fressenden Kleinlebewesen – Schädlinge – durch Nützlinge unter Kontrolle gehalten wird. Das biologische Gleichgewicht wird regelmässig beobachtet. Seit der Eröffnung der Halle ist es zu Massenvermehrungen von Raupen, Weissen Fliegen, Schildläusen, Blattläusen und Ameisen gekommen. Sofern es nötig wird, werden Nützlinge in die Halle eingebracht, davon schon im ersten Betriebsjahr rund 110 Millionen.

### Tiere

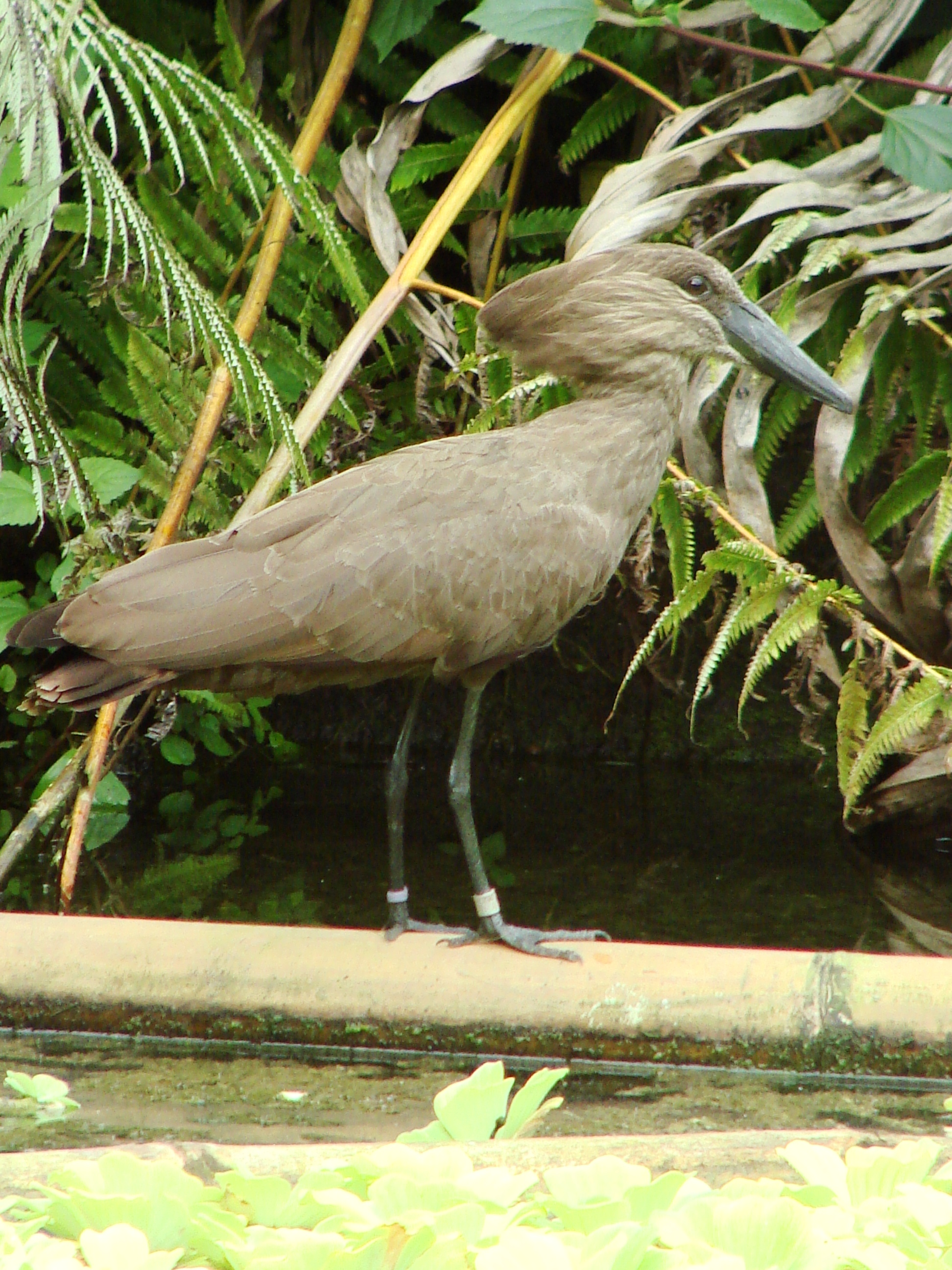
Dem Zoo Zürich ist die Nachzucht des Hammerkopfes gelungen.

In der Halle werden über 50 verschiedene Wirbeltierarten gezeigt, darunter fünf Säugetierarten, 23 Vögel, neun Reptilien, zwei Amphibien und fünf Arten von Fischen. Diese Tierarten sind mit über 300 Individuen vertreten. Dazu kommen wirbellose Tiere wie Tausendfüsser, Bienen, Fauchschaben, rund 30 Arten von Nützlingen wie Käfer und Fadenwürmer.
In Madagaskar verbreitete Säugetierarten wie der Rote Vari, der Rotstirnmaki, der Goodman-Mausmaki und der Rodrigues-Flughund leben in der Halle. «Fremd» sind die Aldabra-Riesenschildkröten, die vom Aldabra-Atoll im Indischen Ozean stammen. In der Halle und dessen Besucherzentrum werden verschiedene Fischarten gezeigt, unter anderen der Menarambo-Buntbarsch und der Marakeli-Buntbarsch. In Madagaskar kommen zehn verschiedene Entenarten vor, sechs davon werden in der Halle gezeigt. Die Bernierente ist vom Aussterben bedroht. Oft zu sehende Reptilien sind das Pantherchamäleon und der Madagaskar-Taggecko.
Bereits im ersten Betriebsjahr verzeichnete der Zoo in der Halle Zuchterfolge bei den Madagaskar-Perlwachteln, den Bernier- und Madagaskarenten, den Witwenpfeifgänsen, den Hammerköpfen, den Brillenvögeln, den Grossen Madagaskar-Taggeckos und den Glattrand-Gelenkschildkröten. Erstmals gelang ausserhalb Madagaskars die Aufzucht der gefährdeten Vogelart Mähnenibis, erstmals in Gefangenschaft die Aufzucht von Blaukopf-Erdracken.

### Pilze
Der Basler Mykologe Markus Wilhelm dokumentierte zwischen 2009 und 2015 an die 200 Pilzarten in über 500 Kollektionen. Die weitaus meisten Arten sind naturgemäss tropische Saprobionten. Oft haben sie bisher nur Arbeitsnamen, weil es sich um kaum erforschte oder noch unbeschriebene Arten handelt, über die kaum Literatur verfügbar ist. Die Kollektionen werden im Tintling in loser Folge und systematischer Gliederung vorgestellt.

## Besuchereinrichtungen

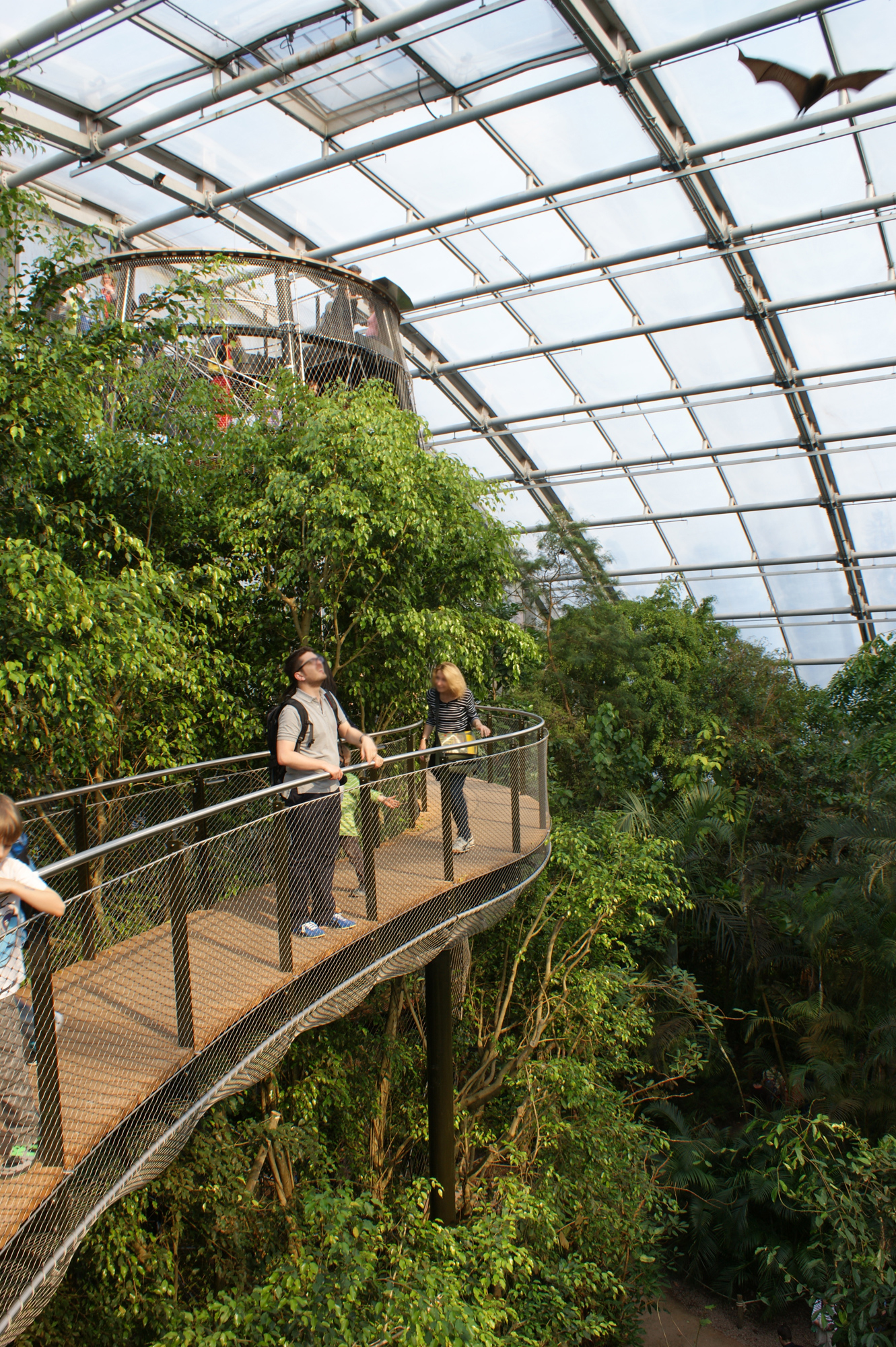
Baumkronenweg

Innerhalb der Halle befinden sich zwei Unterstände und zwei mit einem Baumkronenweg verbundene Türme; von ihnen aus kann der Besucher die Tiere besser beobachten. Im Forschercamp werden einige Wirbellose wie Madagaskar-Fauchschaben, Bockkäfer, Gottesanbeterin und Tausendfüsser gezeigt. Zudem liegen zwei Feldstecher für die Beobachtung der Schildkröten bereit. Die Wetterstation bietet Angaben zu Temperatur und Luftfeuchtigkeit in der Halle sowie Informationen über das Klima und die Wetterverhältnisse in Madagaskar.
Der Halle angegliedert ist ein Informationszentrum, das über Madagaskar, die Masoala-Halbinsel, die Zerstörung des tropischen Regenwaldes und seine Bedeutung informiert. Ein Terrarium zeigt Echsen, die in der Halle teilweise nicht leicht zu entdecken sind, ein weiteres madagassische Hundskopfboas. Ein grosses Aquarium bildet ein Stück Korallenriff vor Masoala ab und es werden Knochen der vor etwa 1000 Jahren ausgestorbenen Madagaskar-Riesenschildkröte gezeigt. Zudem gibt es ein Modell des ausgestorbenen Elefantenvogels.
Im Restaurant, durch Scheiben getrennt neben der Halle, werden madagassische Gerichte angeboten und im Masoala Shop sind Handwerksarbeiten, Gewürze und diverse andere Produkte aus Madagaskar erhältlich.

## Unterstützung des Nationalparks Masoala
Mit zwei Prozent der Einnahmen des Zoo-Restaurants und den gesammelten Spenden unterstützt der Zoo Zürich Naturschutzprojekte im Nationalpark Masoala und zur Förderung von Erwerbsmöglichkeiten in den umliegenden Dörfern – bis heute über vier Millionen Franken. Der Zoo Zürich leistet mit seinem Engagement in Masoala einen direkten Beitrag zur Erhaltung des Regenwaldes und dessen seltenen, endemischen Tier- und Pflanzenarten. Mit den Beiträgen an den Betriebskosten und dem Aufbau einer Stiftung zugunsten des Masoala-Nationalparks wird der langfristige Schutz sichergestellt.
Der Zoo zeigt die Ursachen für das Verschwinden der Wälder, aber auch Projekte, die mithelfen, den Wald zu erhalten. Durch direkte Beiträge soll die Masoala-Halle ein Drittel der Kosten der langfristigen Erhaltung des Parks mittragen.
Der Verein Freunde Masoalas ist die schweizerische Trägerschaft zur Unterstützung der Projekte, die der Zoo Zürich gemeinsam mit der Wildlife Conservation Society, ANGAP und CAP Masoala umsetzt. Der 2004 gegründete Verein unter dem Vorsitz von Zoo-Direktor Alex Rübel will das Management des Masoala-Nationalparks längerfristig sicherstellen und Naturschutzprojekte unterstützen.